# Strangers by Night
„Strangers by Night” – singel niemieckiej piosenkarki C.C. Catch wydany w 1986 roku przez Hansa Records. Tak jak to miało miejsce w przypadku dwóch poprzednich nagrań wokalistki, piosenkę napisał Dieter Bohlen. Singel udanie promował nadchodzący debiutancki album C.C. Catch pt. Catch the Catch – powtórzył sukces poprzednika, docierając na 9. miejsce niemieckiej listy przebojów.

## Lista utworów

### Wydanie na 7"[1]
A. „Strangers By Night” – 3:43
B. „Strangers By Night (Instrumental)” – 3:43

### Wydanie na 12"[2]
A. „Strangers By Night (Extended Version)” – 5:41
B. „Strangers By Night (Instrumental)” – 3:43

## Listy przebojów (1986)
| Państwo                      | Najwyższa pozycja |
| ---------------------------- | ----------------- |
| Austria (Ö3 Austria Top 40)  | 15                |
| Belgia (Ultratop Flandria)   | 33                |
| Niemcy (Media Control)       | 9                 |
| Szwajcaria (Singles Top 100) | 11                |

## Autorzy[7]
- Muzyka: Dieter Bohlen
- Autor tekstów: Dieter Bohlen
- Śpiew: C.C. Catch
- Producent: Dieter Bohlen
- Aranżacja: Dieter Bohlen